# Bengália
Bengál vagy Bengália (bengáli: বাংলা Bangla; বঙ্গ Bongo) történelmi, kulturális és földrajzi régió Dél-Ázsiában, az indiai szubkontinensen. A Bengáli-öböl északi partján, India ÉK-i részén Nyugat-Bengál államot és a független Bangladest foglalja magába. Tágabb értelemben az indiai Bihar, Dzshárkhand, Tripura és Orissa államok egy részét is hozzáveszik.
Az Indiai Köztársaság megalakulása idején Bengált, melynek viszálykodó hindu és muszlim lakossága állandó tűzfészket jelentett, 1947-ben Kelet- és Nyugat-Bengálra osztották. Az utóbbi az Indiai Köztársaság része lett, az előbbit pedig Pakisztán akkori keleti szárnyához csatolták. Ebből alakult meg 1971-ben a Bangladesi Népi Köztársaság.

## Demográfia
Népsűrűsége igen magas: több mint 1200 fő/km². Becsült lakossága 2016 elején kb. 265 millió fő; ebből Nyugat-Bengálban kb. 95 millió, Bangladesben mintegy 170 millió fő.
A lakosság zöme az indoiráni nyelvekhez tartozó bengáli nyelvet beszéli. A bengáliak Hátsó-Indiából származnak, akik az árjákkal keveredtek.

## Földrajz
Mint földrajzi fogalom az Alsó-Gangesz vidékét foglalja magában. Déli, keleti és ÉK-i szegélyeit kivéve sík terület, ahol alig akad egy-egy bucka. Területének jelentős része csak pár méterrel emelkedik a tengerszint fölé. Többnyire a Gangesz és Brahmapatra folyók (Bangladesben Dzsamuna néven) által alkotott deltából áll. A további nagyobb folyók: a Meghna, a Pauar, a Kankai, a Mahanada, a Tangun, a Parnababa, Attri, Karatia, a Tiszta. E folyók egymással, továbbá a Gangesszel és Brahmaputrával mellék- és oldalágakkal összeköttetésben vannak és együtt folyóvizek óriási útvesztőjét alkotják, az esős évszakban pedig egész környéküket elöntik. Számos folyóág a torkolattól számítva 80–100 km távolságig tengerjáró hajókkal is hajózható.
A Bengáli-öbölnél elterülő Szundarbansz nagy része áthatolhatatlan, iszapos, mangrovés terület.
Területe kb. 236 000 km², ebből India területén Nyugat-Bengál állam 88 752 km², Banglades pedig 147 570 km².

### Éghajlat
Éghajlata trópusi monszun. Az enyhe, tavaszias "tél" decembertől februárig tart, a forró, párás nyár márciustól júniusig. A meleg és esős monszun-évszak májustól októberig tart, többnyire ekkor öntik el környéküket a folyók is. Kisebb esők késő ősszel is esnek. Decembertől februárig van az úgynevezett hűvös, száraz évszak. A nagy nedvesség és meleg Bengálban buja növényzetet teremt.
| Hónap                         | Jan. | Feb. | Már. | Ápr. | Máj. | Jún. | Júl. | Aug. | Szep. | Okt. | Nov. | Dec. | Év   |
| ----------------------------- | ---- | ---- | ---- | ---- | ---- | ---- | ---- | ---- | ----- | ---- | ---- | ---- | ---- |
| Átlagos max. hőmérséklet (°C) | 25,4 | 28,1 | 32,5 | 33,7 | 32,9 | 32,1 | 31,4 | 31,6 | 31,6  | 31,6 | 29,6 | 26,4 | 30,6 |
| Átlagos min. hőmérséklet (°C) | 12,7 | 15,5 | 20,4 | 23,6 | 24,5 | 26,1 | 26,2 | 26,3 | 25,9  | 23,8 | 19,2 | 14,1 | 21,6 |
| Átl. csapadékmennyiség (mm)   | 7    | 29   | 65   | 156  | 339  | 340  | 373  | 316  | 300   | 172  | 34   | 13   | 2144 |
| Havi napsütéses órák száma    | 279  | 226  | 217  | 180  | 155  | 90   | 62   | 62   | 90    | 186  | 240  | 279  | 2066 |
| Forrás: Weatherbase, Weather  |      |      |      |      |      |      |      |      |       |      |      |      |      |

| Hónap                         | Jan. | Feb. | Már. | Ápr. | Máj. | Jún. | Júl. | Aug. | Szep. | Okt. | Nov. | Dec. | Év   |
| ----------------------------- | ---- | ---- | ---- | ---- | ---- | ---- | ---- | ---- | ----- | ---- | ---- | ---- | ---- |
| Átlagos max. hőmérséklet (°C) | 26,0 | 29,0 | 33,7 | 35,7 | 35,5 | 33,7 | 32,0 | 31,8 | 32,0  | 31,7 | 29,3 | 26,4 | 31,4 |
| Átlagos min. hőmérséklet (°C) | 13,7 | 16,6 | 21,4 | 24,9 | 26,1 | 26,5 | 26,2 | 26,1 | 25,9  | 23,9 | 18,8 | 14,2 | 22,0 |
| Átl. csapadékmennyiség (mm)   | 13   | 26   | 33   | 51   | 126  | 282  | 340  | 333  | 277   | 139  | 24   | 6    | 1651 |
| Forrás:                       |      |      |      |      |      |      |      |      |       |      |      |      |      |

### Mezőgazdaság
A fő mezőgazdasági termény a rizs és a juta. Előbbit kétszer is aratják egy évben. További fő termény a cukornád; a magasabb vidékeken még bőven terem a búza és a köles. Termesztenek ezenkívül pamutot, indigót, kávét, dohányt, mákot, különböző zöldségeket és fűszernövényeket, szezámot, ricinusnövényt, mangót; és a teát is meghonosították.
Az állattenyésztés a kevés legelő miatt alárendelt jelentőségű.

## Főbb városok
| Rangsor                      | Város       | Ország    | Népesség (2011) | Terület (km²) |
| ---------------------------- | ----------- | --------- | --------------- | ------------- |
| 1                            | Dakka       | Banglades | 14 543 000      | 1463          |
| 2                            | Kalkutta    | India     | 14 112 000      | 1886          |
| 3                            | Csittagong  | Banglades | 4 080 000       | 168           |
| 4                            | Szilhet     | Banglades | 2 675 000       | 26            |
| 5                            | Gazipur     | Banglades | 1 820 000       | 49            |
| 6                            | Narayanganj | Banglades | 1 636 441       | 760           |
| 7                            | Khulna      | Banglades | 1 490 835       | 80            |
| 8                            | Asansol     | India     | 1 243 414       | 340           |
| 9                            | Rádzssahi   | Banglades | 842 701         | 97            |
| 10                           | Siliguri    | India     | 705 579         | 640           |
| 11                           | Rangpur     | Banglades | 650 000         | 204           |
| 12                           | Durgápur    | India     | 580 990         | 154           |
| Forrás: World Gazetteer 2012 |             |           |                 |               |

## Történelem
lásd még: Banglades történelme

## Fordítás
- Ez a szócikk részben vagy egészben  a   Bengal című angol Wikipédia-szócikk fordításán alapul.  Az eredeti cikk szerkesztőit annak laptörténete sorolja fel. Ez a jelzés csupán a megfogalmazás eredetét és a szerzői jogokat jelzi, nem szolgál a cikkben szereplő információk forrásmegjelöléseként.